# Celebration (álbum)
Celebration es el tercer álbum de grandes éxitos de la cantante estadounidense Madonna, publicado el 18 de septiembre de 2009 por Warner Bros. Records. Los antecedentes del álbum se dieron en marzo de 2009, cuando se confirmó que la cantante publicaría un nuevo disco recopilatorio para septiembre de ese año. Además, se informó que Madonna había compuesto tres nuevas canciones, dos de ellas con la colaboración del DJ y productor británico Paul Oakenfold. Dichos temas fueron «Celebration», «Revolver» y «Broken». El disco fue lanzado en CD y descarga digital en uno y dos discos; el primero contenía 18 canciones en una edición estándar, mientras que el segundo ofrecía 36 temas, entre los que se incluía a «Celebration» y «Revolver». Además, un DVD titulado Celebration: The Video Collection fue puesto a la venta el 28 de septiembre, en el que incluía 47 vídeos musicales de Madonna. Por otro lado, el lanzamiento de Celebration significó el último trabajo discográfico de Madonna con Warner Bros. Records, pues, en 2007, firmó un contrato de diez años con la productora de eventos Live Nation, valorado en unos 120 millones de dólares. La portada ha sido creada por el artista de street pop Mr. Brainwash, y en él se muestra a Madonna en un estilo de los años 1980, similar a la imagen de la actriz Marilyn Monroe. Dicho look de la cantante ha sido comparado al trabajo de Andy Warhol.
En términos generales, Celebration obtuvo reseñas positivas por parte de los críticos musicales; en el sitio Metacritic, obtuvo una calificación de 84 puntos sobre 100. Elogiaron la consistencia en la música que Madonna mantuvo por más de dos décadas y el testimonio de la capacidad pop de la cantante. Además, fue calificada como una de las mejores obras en el pop moderno. No obstante, uno de los puntos que los críticos remarcaron fue el orden no cronológico, algo que le valió algunos comentarios variados. Asimismo, varios periodistas notaron la ausencia de algunas canciones que podrían haberse incluido en el recopilatorio. En el aspecto comercial, Celebration llegó al número uno en Alemania, Bélgica, Canadá, Dinamarca, Francia, Irlanda, Italia, México, República Checa y Rusia. En Reino Unido, tras haber debutado directamente en la cima del conteo, se convirtió en el undécimo número uno de Madonna e igualó en ese momento a Elvis Presley como el artista solista con más discos en esa posición en la historia de la lista británica. Por su parte, en Estados Unidos llegó a la séptima posición de la lista Billboard 200. Para su promoción, la discográfica publicó «Celebration» y «Revolver» como los dos sencillos del recopilatorio. El primero de estos le dio a Madonna su cuadragésimo número uno en el conteo Dance Club Songs de Billboard, un récord para esa lista. El segundo, una colaboración con el rapero Lil Wayne, no pudo igualar el éxito de su predecesor. Para febrero de 2013, Celebration vendió 4 millones de copias en el mundo.

## Antecedentes y desarrollo
Los primeros antecedentes de Celebration ocurrieron en septiembre de 2008, cuando el representante de Madonna, Guy Oseary, afirmó que tras la publicación del último sencillo de Hard Candy, «Miles Away», la cantante comenzaría a trabajar en un futuro álbum recopilatorio. Posteriormente, el 17 de marzo de 2009, la publicista de Madonna, Liz Rosenberg, confirmó oficialmente los planes para el lanzamiento del disco para septiembre del mismo año. Además, agregó que la cantante tenía intención de grabar nuevo material para el álbum. Al día siguiente, Oseary pidió a los admiradores de la artista en su cuenta de Twitter que eligiesen las canciones que formarían parte del recopilatorio. Posteriormente, se confirmó que Madonna había compuesto tres nuevas canciones, con la ayuda de Paul Oakenfold como productor de dichos temas.
La revista Attitude informó en una entrevista con Oakenfold que las pistas que produjo con Madonna se llamaban «Broken (I'm Sorry)» y «Celebration». Afirmó que la nueva música era «[una] Madonna clásica líricamente, con un sonido nuevo [y] vanguardista». Además, la página oficial de la cantante también confirmó la presencia del tema «Revolver», con la colaboración de Lil Wayne, cuando se anunció la lista de canciones oficial para el CD y el DVD, el 26 de agosto de 2009.
Por otra parte, la publicación de Celebration significó el último trabajo discográfico de Madonna con Warner Bros., y marcó el fin de 27 años con la compañía, desde que firmó en el año 1982. En el 2007, Madonna firmó un contrato de diez años con la productora de eventos Live Nation, valorado en unos 120 millones de dólares. El acuerdo abarcaba toda la música futura y negocios relacionados con Madonna, nuevos álbumes de estudio, giras musicales, mercadotecnia, clubes de admiradores, sitios web, DVD, proyectos de cine y televisión y acuerdos de patrocinios asociados.

## Lanzamiento
El 22 de julio de 2009, Warner Bros. Records anunció oficialmente la fecha de lanzamiento para el 28 de septiembre en el mundo, y al día siguiente para los Estados Unidos. Asimismo, confirmó el nombre del álbum como Celebration en el sitio web oficial de Madonna. Las canciones fueron remasterizadas por técnicos para mejorar el sonido de las grabaciones más antiguas, mientras que la cantante y sus admiradores eligieron los temas para el recopilatorio. Por otro lado, el lanzamiento tuvo varios formatos: fue publicado en CD, tanto en edición estándar como de lujo. El primero incluía un solo disco conformado por 18 canciones de la cantante, mientras que el segundo era de dos discos y ofrecía 36 temas, entre ellos «Celebration» y «Revolver». El 18 de septiembre de 2009, estuvo disponible en el mundo como descarga digital en la tienda en línea iTunes. En la edición de lujo —que también contenía 36 canciones—, incluía una remezcla de «Celebration», realizada por el productor Benny Benassi. Posteriormente, el 29 de septiembre, día del lanzamiento en CD en los Estados Unidos, se puso también a la venta un CD+DVD del álbum, que ofrecía 38 canciones y 30 vídeos musicales. Ese mismo día, un DVD titulado Celebration: The Video Collection fue lanzado al mercado con 47 videoclips de Madonna, entre ellos dieciocho que nunca antes habían figurado en algún DVD de la cantante, escenas nunca antes vistas del sencillo «Justify My Love» (1990) y los actuales «Miles Away» y «Celebration». Finalmente, el 15 de diciembre de 2009, la discográfica lo publicó en formato LP, en el territorio estadounidense.

### Historial de lanzamientos
| País           | Fecha                    | Formato          | Descripción | Ref.                               |
| -------------- | ------------------------ | ---------------- | --- | ---------------------------------- |
| Italia         | 18 de septiembre de 2009 | CD               | Edición estándar; esta versión de Celebration incluye 18 canciones en un disco.                                                                                                   | [ 24 ]                             |
| Italia         | 18 de septiembre de 2009 | CD               | Edición de lujo; esta versión del álbum incluye 36 canciones en dos discos. | [ 25 ]                             |
| Australia      | 18 de septiembre de 2009 | CD               | Edición de lujo; esta versión del álbum incluye 36 canciones en dos discos. | [ 26 ]                             |
| Reino Unido    | 21 de septiembre de 2009 | CD               | Edición de lujo; esta versión del álbum incluye 36 canciones en dos discos. | [ 27 ]                             |
| Mundo          | 28 de septiembre de 2009 | CD               | Edición de lujo; esta versión del álbum incluye 36 canciones en dos discos. | [ 6 ] [ 10 ] [ 21 ]                |
| Estados Unidos | 29 de septiembre de 2009 | CD               | Edición de lujo; esta versión del álbum incluye 36 canciones en dos discos. | [ 28 ] [ 37 ] [ 32 ]               |
| Japón          | 30 de septiembre de 2009 | CD               | Edición de lujo; esta versión del álbum incluye 36 canciones en dos discos. | [ 29 ]                             |
| Mundo          | 18 de septiembre de 2009 | Descarga digital | Vía iTunes. Esta versión de Celebration incluye 18 canciones de la edición estándar.                                                                                              | [ 38 ] [ 39 ] [ 40 ] [ 41 ] [ 42 ] |
| Mundo          | 18 de septiembre de 2009 | Descarga digital | Vía iTunes. Esta versión de Celebration incluye 36 canciones de la edición de lujo, más una remezcla de la canción «Celebration», realizada por Benny Benassi.                    | [ 30 ] [ 31 ] [ 43 ]               |
| Estados Unidos | 29 de septiembre de 2009 | CD + DVD         | Esta versión contiene 68 pistas, 38 de ellas canciones y 30 vídeos musicales. Ha sido lanzada para los Estados Unidos, y puede descargarse a través de la tienda en línea iTunes. | [ 33 ]                             |
| Mundo          | 29 de septiembre de 2009 | DVD              | Esta colección en DVD de dos discos, llamada Celebration: The Video Collection, cuenta con 47 vídeos musicales de la cantante.                                                    | [ 34 ] [ 35 ] [ 44 ] [ 45 ]        |
| Estados Unidos | 15 de diciembre de 2009  | LP               | Esta versión en LP incluye 18 canciones en un disco. | [ 36 ]                             |

## Portada

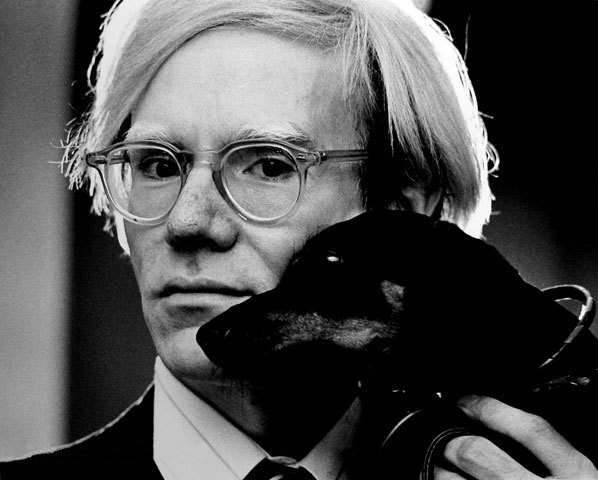
Varios críticos notaron la influencia de Andy Warhol (izquierda) en la portada de Celebration.

La portada de Celebration ha sido creada por el artista de street pop Mr. Brainwash, quien ha sido descrito por «echar íconos culturales contemporáneos en una batidora y acelerarlos hasta el máximo». El Diario Montañés calificó la labor del artista como «transformar las fotos de íconos de la cultura pop en obras de arte». Su trabajo combina «íconos culturales modernos, estilos de arte pop y de grafiti con colores audaces y toques de pintura brillantes». La imagen muestra a Madonna en un estilo de los años 1980, similar a la imagen de la actriz Marilyn Monroe. Para crear la portada, Brainwash combinó dos fotografías de Madonna, una tomada por Jean Baptiste Mordino en el año 1990, para la edición de la revista Bazar, y otra hecha por Alberto Tolot en la época de Who's That Girl (1987). Según Eric Henderson, de Slant Magazine, cuenta con una toma compuesta por las épocas de True Blue (1986) y «Vogue» (1990). Del mismo modo, Jonathan Pinkerton de Examiner.com señaló, al observar la imagen, que Madonna luce bastante retro, con rizos cortos y recortados que recuerda sus días de True Blue.
Varios críticos señalaron la influencia de Andy Warhol en la portada. De este modo, un reportero del periódico El Espectador comentó que Madonna imita a Monroe en el reconocido retrato realizado por Warhol. Del mismo modo, tanto un editor del sitio LT24online.com.ar como de Examiner.com comentaron que mostraba influencias evidentes del artista plástico. Por su parte, en una reseña menos positiva, Jenesaispop sostuvo que «no es [...] muy agradable de ver». Por otro lado, el sitio web Artrepublic señaló que la imagen, más el texto adicional impreso en el fondo, le da a la portada un ambiente más interesante. Otro editor del mismo sitio calificó el diseño de «excepcional». Por otro lado, existen dos portadas de Celebration: la primera, con un fondo amarillo, está incluida en la edición de lujo del álbum, junto con las 36 canciones que lo conforman, mientras que la segunda aparece en la edición estándar. Esta última está hecha con elementos de portadas de varios sencillos de Madonna, pegadas mediante una técnica de conexión.

## Recepción crítica
En términos generales, Celebration recibió la aclamación de los críticos musicales. En Metacritic el álbum obtuvo una puntuación promedio de 84 sobre 100, basado en cinco reseñas, lo que indica «aclamación universal». Bill Lamb de About.com le otorgó una calificación perfecta de cinco estrellas de cinco y sostuvo que la consistencia es el sello de la carrera de Madonna. Lamb comentó: «Al escuchar todas las 36 canciones de la colección, uno de los atributos más obvios es la impresionante consistencia en la calidad musical que Madonna ha mantenido durante más de 25 años. Canciones como "Justify My Love", que sonaba un poco sobre indulgente cuando fue lanzada, ha durado muy bien con el tiempo. Una canción como "Dress You Up", que parecía un poco desechable originalmente, ahora suena como dance pop sólido. Estas canciones encajan en cualquier catálogo de música pop». Stephen Thomas Erlewine de Allmusic, que había calificado al disco con cuatro estrellas y media de cinco, notó la ausencia de temas como «Rain» y «Hanky Panky», pero lo describió como un desfile de genialidad pop, a pesar de su orden no cronológico. Al igual que Bill Lamb, Erlewine también señaló que enfatiza la consistencia de Madonna. Lo calificó como una de las mejores obras en el pop moderno y afirmó que estos sencillos son una alegría para oírlos. Por su parte, Stephanie Bruzzese, de la organización sin ánimo de lucro Common Sense Media, indicó que la compilación representa lo mejor de Madonna. Además, sostuvo que aunque las nuevas canciones, «Celebration» y «Revolver», no pueden compararse a los clásicos éxitos de la cantante, podrán apaciguar sin duda a los incontables amantes de Madonna que no pueden obtener lo suficiente de su música. No obstante, recomendó escuchar el disco a partir de los 12 años, debido a su contenido explícito en algunas canciones, como en «Like a Virgin», «Like a Prayer» o «Papa Don't Preach». Por otro lado, Gavin Martin, del Daily Mirror, comentó que la «dura realidad es que, como una fuerza cultural, Madonna llegó a la cima con la magnífica Like a Prayer (1989). A partir de ahí, es la manipulación de su imagen y la inteligencia de los medios los que impresionan, mucho más que la dulce retro como "Hung Up"». Leah Greenblatt, de Entertainment Weekly, lo calificó con una «A» y escribió que los súper fanáticos de Madonna pueden morir felices con este disco muy concentrado de Madge: 36 canciones cubriendo casi todas las fases de su carrera de 25 años. Todo es sorprendentemente bueno. Joey Guerra, de Houston Chronicle, también lamentó la ausencia de «algunas pistas claves», como «True Blue», «Causing a Commotion», «I'll Remember» y «Don't Cry for Me Argentina», pero declaró que era un problema agradable de tener. Asimismo, catalogó al álbum como un testimonio palpitante de la capacidad pop de Madonna, a menudo ignorada. Además, Guerra quedó impresionado cómo la mayoría de las viejas canciones perduran, especialmente las baladas «Live to Tell» y «Take a Bow». Finalmente, le otorgó tres estrellas y media de cinco. Nick Levine, de Digital Spy, también recalcó que temas como «Deeper and Deeper» y «True Blue», como así también las baladas, no hayan figurado en el recopilatorio, aunque aclaró que todo lo verdaderamente importante está incluido. Levine continuó: «Los fans podrán burlarse de algunos cambios, y el orden no siempre es perfecto, pero es difícil sentirse defraudado por una compilación de 36 temas en el que la mitad de las canciones podrían llamarse legítimamente icónicas. [...] Casi hace falta decir que la mayoría de las melodías son brillantes. [...] Celebration pinta a Madonna como una gran estrella del pop, una cantante que trascendió su falta de capacidad técnica para imponerse en prácticamente cualquier canción, una compositora con una destreza para una lírica con problemas del oído y un cerebro pop con, hasta hace poco por lo menos, un pozo de ideas aparentemente sin fondo. [...] Como prueba de Celebration, Madonna siempre ha sido diferente a los demás, aunque es mucho más que una falta de vergüenza que le distingue». Finalmente, Levine lo calificó con cinco estrellas de cinco. Por su parte, Eric Henderson de Slant Magazine le otorgó cuatro estrellas de cinco, aunque también fue negativo en cuanto al orden de las canciones, al decir que era un tema demasiado difícil de mantener y que el efecto general de la secuencia es el de una juerga frenética de compras, y no una retrospectiva prudente. Por otro lado, elogió a «Vogue» como el eje de su mayor y más alegre período, pero criticó la aparición «rotundamente perjudicial» de los «fracasos recientes» de Madonna, como «Miles Away» (2008) y «Hollywood» (2003). Como muchos otros periodistas, también notó la ausencia de éxitos como «I'll Remember» (1994), que según Henderson, representa uno de los momentos de cambio más importantes de Madonna. Por último, indicó que funcionalmente, lo que Madonna y sus fanáticos están celebrando realmente con el lanzamiento de Celebration es la prueba severa de que el catálogo de la cantante es ahora tan inmenso y tan variado que podría publicar un paquete de grandes éxitos de dos discos, que figure con 36 canciones, y ni aun así eso lograría defraudar el legado de Madonna.
Por otro lado, el autor Sebas, del sitio español Jenesaispop, recalcó que las 34 canciones del disco «representan más momentos míticos de la música popular de los que un viejo rockero quiera reconocer». Al igual que varios reporteros, Sebas también fue crítico por la falta de orden cronológico en Celebration, aunque este recalcó que cuando terminas de escuchar el disco de verdad, puede que tengas que pensar mucho para descubrir cuál era esa canción tan importante que faltaba. Continuó diciendo que, aunque la remasterización favorece a temas como «Holiday» o «Like a Virgin», notó ciertos fallos en la producción del disco, como las «versiones de la radio muy mal apañadas» en «Erotica» y «Express Yourself» y la «incomprensible suciedad de fondo» en «Music». Por último, Sebas declaró: «Ahora la pregunta es si a Madonna le espera un brillante futuro o, a juzgar por esos cameos de hija y novio en sus vídeos o del fracaso de su último single en EE.UU, todo lo contrario. Aunque no sabemos cuántas veces se habrá preguntado esto un periodista a lo largo de la historia». En un artículo realizado por un editor del mismo sitio web, en donde reseñaba los aciertos y desaciertos de Celebration, quedó sorprendido por la incorporación de los cinco sencillos de Madonna (1983), el álbum debut de la cantante, y las canciones «Who's That Girl» y «Dress You Up», aunque criticó que no se haya incluido alguna canción de Evita (1996), banda sonora de la película homónima y temas de Erotica (1992), quinto álbum de estudio de la artista. Asimismo, el reportero notó la ausencia de «True Blue», canción dedicada al exmarido de Madonna, Sean Penn, pero la presencia de «Miles Away», tema dedicado al director británico Guy Ritchie, quien se divorció de la cantante en noviembre de 2008. Finalmente, el periodista sostuvo que, «en definitiva, queda un buen recopilatorio en el que no faltan grandes éxitos y al que solo un fan observador puede poner alguna pega que no sea la ausencia de orden cronológico. En realidad, si se echa algo de menos es el rescate de alguna canción que no haya sido un gran hit, pero sí sea favorita de Madonna y sus fans, como "Drowned World", "Nothing Fails" o "Impressive Instant"». En una reseña más negativa, Alan Woodhouse de New Musical Express fue desfavorable en su reseña, y calculó la carrera de Madonna en dos fases: la primera, «el producto de los '80» y la segunda, «el arrastre de sus últimos años saltando sin alegría». Además, señaló que los últimos discos de Madonna suenan extrañamente fríos y tristes, carente de la calidez que infunde la talla de «Like a Virgin», «Dress You Up», «Cherish» y «Like a Prayer». Woodhouse continuó: «Si estás en una fiesta y uno de los clásicos de los principios de Madonna viene, todo el mundo se vuelve loco. [Pero] tocan algo de la "fase dos" y el resultado es totalmente lo contrario: la pista de baile se vacía, el ruido se desvanece». El periodista finalizó: «Así que mientras Madonna piensa claramente que esta colección representa una celebración de su longevidad – de ahí el título - en realidad todo lo que hace es exponer sus fracasos más recientes. [...] Hay un montón de lealtad ahí. Me parece justo. Pero para el resto de nosotros, su carrera podría haber terminado en 1990». Del mismo modo, Douglas Wolk de Pitchfork Media también comparó sus primeros trabajos a los últimos, y afirmó que «Hung Up» es la única canción de la época post-GHV2 que está alojada en la conciencia pop estadounidense. Además, explicó que los temas nuevos de The Immaculate Collection —«Justify My Love» y «Rescue Me»— le dieron a Madonna la forma de seguir adelante para la siguiente década, pero «Celebration» y «Revolver» sonaban como desechables. Finalizó comentando que «hay un montón de música extraordinaria en Celebration —el trabajo de una artista que ha pasado un cuarto de siglo en un cuerpo ardiente— con la pregunta de qué es exactamente lo que hace la música pop popular. Ella merece una retrospectiva más interesante que esta pieza desordenada del producto relleno». Según Juan Carlos Cabrera, de Terra Networks Perú, Celebration muestra la época de oro de la «reina del pop», su madurez musical y -por qué no decirlo- el estancamiento que su carrera ha padecido en los últimos años. Cabrera sostuvo que el recopilatorio trae a Madonna «en un compendio que revela a una artista capaz de absorber las modas, comprender el gusto popular y empaquetarlo para el consumo masivo». Por último, el reportero indicó que con Celebration, no solo confirmamos que Madonna es una de las figuras más genuinas de la música popular, también que sus canciones siguen sonando tan modernas como cuando fueron editadas y eso se debe a que la artista siempre tuvo el cuidado de no caer en una tendencia única, en no ser encasillada en un solo estilo musical, algo que muchas de sus discípulas deberían aprender. Como muchos críticos, Odi O'Malley de La Reputada también quedó decepcionada que «Drowned World/Substitute for Love», «The Power of Good-Bye» y «Nothing Really Matters», pertenecientes a Ray of Light (1998), no figuraran en el álbum. Además, no quedó satisfecha con los nuevos temas. Por su parte, George Lang de News OK le otorgó al recopilatorio una puntuación de 64 sobre 100 e indicó que si cualquier álbum de «lo mejor de» merece apropiadamente ser secuenciado en orden histórico y ofrecer una idea coherente de cómo ha evolucionado la cantante, es Celebration. Aunque afirmó que no era exactamente The Immaculate Collection (1990), generalmente valía la pena celebrar. Rob Sheffield, de Rolling Stone, se sumó a la lista de críticos que notaron la ausencia de varios temas de Madonna; Sheffield quedó sorprendido por la falta de «Hanky Panky» (1990) en el material. No obstante, aclaró que desde la apertura de «Hung Up» y «Music», Celebration «comienza con pura felicidad y nunca para». Lo calificó como un «giro vertiginoso y no cronológico a través de los años de Madonna, años en los que debes sentirte afortunado de estar viviendo». Sarah Crompton del Telegraph le otorgó al disco cuatro estrellas de cinco, y mencionó que esta compilación está fuertemente cargada a los días de gloria de la cantante y muestra cómo ella entrega constantemente las mercancías, con temas como «Music», «Ray of Light», «Frozen» y «Don't Tell Me». Finalmente, Randy Aaron, de Examiner.com, comentó que:

«Celebration le recordará a la gente lo que mejor hace [Madonna]: hacer canciones pop agradables (y a veces reflexivas). [...] Para la gente en sus treinta años o más, la música definitivamente te lleva en un viaje. Madonna - nos guste o no - ha sido parte de nuestras vidas desde 1984. Escuchar estas canciones te recordarán tu primera cita, tu graduación, tu primer día de colegio, perder la virginidad, casarse, divorciarse y otros acontecimientos importantes de la vida. [...] Al escuchar los primeros éxitos como "Material Girl" y "Holiday", demuestran que Madonna no podía cantar. Sin embargo, escuchando temas más recientes como "Miles Away" y "Beautiful Stranger", muestran que, aunque técnicamente aún no es perfecta, Madonna ha recorrido un largo camino como vocalista. [...] Este álbum puede que no sea ideal para los fanáticos que ya poseen material no editado de Madonna [pero] para los admiradores ocasionales e incluso los que [la] odian, Celebration es un viaje divertido - y a veces considerado - al pasado que no te arrepentirás».

## Recepción comercial
Celebration obtuvo un éxito comercial en el mundo. En los Estados Unidos, debutó en el puesto número 7 de la lista Billboard 200 el 17 de octubre de 2009, con 72 000 copias vendidas en su primera semana. El 23 de noviembre del mismo año, la Recording Industry Association of America certificó al álbum con un disco de oro, tras la venta de 250 000 unidades en dicho territorio. En abril de 2010, el disco tuvo un aumento de ventas tras el estreno del episodio tributo de la cantante «The power of Madonna», de la serie de televisión estadounidense Glee. Se ubicó en la posición 86, con ventas de 6000 y un aumento del 219%. Luego, en febrero de 2012, tras la presentación de Madonna en el medio tiempo del Super Bowl XLVI, el álbum volvió a entrar a la lista en el lugar 24, con 16 000 unidades vendidas y un incremento del 1341% respecto a la semana anterior. En las demás listas de Billboard, alcanzó la segunda, tercera y duodécima posición en los conteos Catalog, Digital y Tastemaker Albums, respectivamente. Según Nielsen SoundScan, para agosto de 2010, Celebration había comercializado 251 000 ejemplares en los Estados Unidos. Por su parte, en Canadá y México, el álbum debutó en la cima de sus respectivas listas. En el primer país, Celebration comercializó 17 000 copias en sus primeros siete días, mientras que en el segundo, llegó a las 60 000, por lo que la Asociación Mexicana de Productores de Fonogramas y Videogramas (AMPROFON) lo certificó con un disco de platino. Por otro lado, ocupó el número tres de la lista oficial de Argentina, y tanto la Cámara Argentina de Productores de Fonogramas y Videogramas (CAPIF) como la Associação Brasileira dos Produtores de Discos (ABPD) lo premiaron con un disco de oro y de doble platino, respectivamente, tras haber vendido 20 y 200 mil unidades.
En los mercados europeos, el disco también obtuvo un éxito comercial. En el Reino Unido, debutó directamente en el número uno de la lista el 3 de octubre de 2009, por lo que se convirtió en el undécimo álbum número uno de Madonna en esa lista. Con este acontecimiento, la cantante igualó a Elvis Presley como el artista solista con más discos en esa posición en la historia de la lista británica. El 4 de enero de 2010, la British Phonographic Industry (BPI) condecoró al álbum con un disco de platino y, según datos de la Official Charts Company, para junio de 2019 ya había vendido 666 000 ejemplares en el país. Celebration también llegó al número uno en Alemania, la región Flamenca de Bélgica, Dinamarca, Francia, Irlanda, Italia, República Checa, Rusia y la Unión Europea. En los demás mercados musicales, ocupó el número dos en la región Valona de Bélgica, España, Finlandia, Hungría, los Países Bajos, Portugal y Suecia, mientras que en Japón, Noruega, Polonia y Suiza, el número tres. Finalmente, en Austria, alcanzó la cuarta posición de la lista, en la semana del 2 de octubre de 2009.
Por otro lado, en Australia, llegó a la sexta posición de su lista oficial, y en Nueva Zelanda, a la segunda. Sus correspondientes asociaciones certificadoras le otorgaron al álbum un disco de oro, por haber vendido 35 000 y 7500 unidades, respectivamente. Celebration también ha sido certificado con disco de oro en los países de España, Japón, Portugal y Suiza; disco de platino en Alemania, Bélgica, Dinamarca, Finlandia, Francia, Irlanda, Oriente Medio, Polonia, Rusia, Suecia y la Unión Europea, y por último, en Italia, con doble platino. En el mundo, Celebration vendió aproximadamente 4 millones de copias, hasta febrero de 2013.

## Sencillos
Para la promoción del álbum, se publicaron dos sencillos comerciales. El primero de ellos, «Celebration», se puso a la venta por primera vez el 30 de julio de 2009, a través de la descarga digital. Posteriormente, fue enviada a las radios el 3 de agosto, el 18 del mismo mes se publicó un EP digital del tema, con remezclas de Paul Oakenfold, Benny Benassi y Johnny Vicious, y el 13 de noviembre estuvo disponible una colaboración con Akon en iTunes. Además, se lanzó al mercado en sencillo en CD, maxisencillo y vinilo de 12" en varios países del mundo, entre septiembre y octubre de 2009. Se trata de una canción dance, con influencias del dance pop, donde la cantante invita al oyente a participar en una fiesta y celebrar y unirse al «baile de la vida». La canción recibió en general reseñas variadas de los críticos, quienes elogiaron el estilo dance optimista del tema, aunque reconocieron que no tenía el éxito de «Justify My Love» (1990), el tema inédito del álbum The Immaculate Collection. Además, se mencionó que no era tan creativo como cualquiera de los trabajos de la cantante y solo era un recordatorio de la carrera de Madonna. En el aspecto comercial, «Celebration» llegó al número uno en Bulgaria, Escocia, Eslovaquia, Finlandia, Hungría, Israel, Italia, Suecia y la Unión Europea, y ocupó los cinco primeros puestos en 10 países más. Por su parte, en la Dance/Club Play Songs de Billboard, llegó a la cima de la lista, lo que le otorgó a la cantante el récord de tener 40 sencillos número uno allí. El vídeo musical de «Celebration» fue filmado en Milán, Italia, y dirigido por Jonas Åkerlund, quien anteriormente había trabajado con la cantante en «Ray of Light» (1998) y en el documental I'm Going to Tell You a Secret (2005). La hija de Madonna, Lourdes Leon, y la entonces pareja de la cantante, el modelo y DJ Jesus Luz, realizan una aparición especial en el videoclip. Su estreno tuvo fecha el 1 de septiembre de 2009, y en él se ve a Madonna y sus bailarines ejecutando diferentes coreografías en una discoteca. La cantante realiza movimientos ocasionales sola en un cuarto blanco. Su recepción fue tanto positiva como negativa; un editor lo calificó como «muy pobre» y nada del otro mundo, mientras que otro sintió que no había nada que celebrar, en referencia al título de la canción. No obstante, elogiaron el vestuario que Madonna utilizó en el videoclip, así como también un periodista lo llamó «genial».

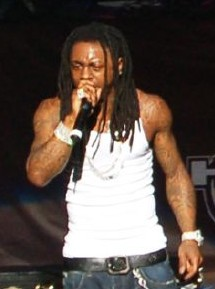
El sencillo «Revolver» cuenta con la participación del rapero estadounidense Lil Wayne (foto).

El segundo sencillo, «Revolver», fue lanzado el 14 de diciembre de 2009, aunque también fue puesto a la venta como maxisencillo digital en Europa y los Estados Unidos, el 29 de diciembre, junto con remezclas de David Guetta y Afrojack, así como de Paul van Dyk y Tracy Young. Además, estuvo disponible en maxisencillo en CD el 22 y 26 de enero de 2010, en los Estados Unidos y Europa, respectivamente y en vinilo de 12" el 5 y 9 de febrero. «Revolver» cuenta con la participación del rapero Lil Wayne, quien canta una estrofa hacia el final del tema con versos que hablan sobre municiones. El tema, que pertenece al género electropop, tiene referencias al amor y las armas, reflejado en la línea del estribillo My love's a revolver, my sex is a killer, do you wanna die happy? —«Mi amor es un revólver, mi sexo es asesino, ¿quieres morir feliz?»—. Por otro lado, los críticos no quedaron satisfechos con el tema; un editor de Digital Spy lo describió de «desechable» y comentó que podría ser extraído de algún álbum de Britney Spears. Además, la consideraron poco atrapante y sin comparación con las canciones anteriores de la artista. No obstante, Joseph Brannigan Lynch, de Entertainment Weekly, elogió el verso del estribillo My love's a revolver. Comercialmente hablando, «Revolver» no obtuvo una buena recepción, pues solo llegó a los diez primeros lugares en Finlandia, en la posición 6. Por su parte, en la lista Dance/Club Play Songs de Billboard, la canción se ubicó en el cuarto lugar. Tanto «Celebration» como «Revolver» fueron interpretadas en la novena gira de Madonna, The MDNA Tour, realizada en el año 2012, e incluidas posteriormente en el álbum en directo MDNA World Tour, publicado el 10 de septiembre de 2013.
«Broken», una de las canciones grabadas para el álbum, pero que finalmente no se incluyó en él, fue finalmente publicado en diciembre de 2012 como un sencillo promocional en disco de vinilo. Madonna, Paul Oakenfold, Ian Green y Ciaran Gribbin la compusieron, mientras que los dos primeros la produjeron. El sencillo fue dado a los miembros oficiales del club de admiradores de Madonna, como un especial de vinilo de 12", todo esto como parte de su membresía. El regalo se anunció en agosto de 2011, pero en realidad iba a ser dado en 2010. Finalmente, fue entregado a los miembros en diciembre de 2012.

## Lista de canciones
| Disco 1 |                                                 |                                                                                                   |                              |          |  |
| N.º     | Título                                          | Escritor(es)                                                                                      | Productor(es)                | Duración |  |
| 1.      | «Hung Up»                                       | Madonna Ciccone, Stuart Price, Benny Andersson, Björn Ulvaeus                                     | Madonna, Price               | 5:38     |  |
| 2.      | «Music»                                         | Ciccone, Mirwais Ahmadzaï                                                                         | Madonna, Ahmadzaï            | 3:45     |  |
| 3.      | «Vogue»                                         | Ciccone, Shep Pettibone                                                                           | Madonna, Pettibone           | 5:16     |  |
| 4.      | «4 Minutes» (con Justin Timberlake y Timbaland) | Ciccone, Timberlake, Timothy Mosley, Nate Hills                                                   | Timbaland, Timberlake, Danja | 3:09     |  |
| 5.      | «Holiday»                                       | Curtis Hudson, Lisa Stevens                                                                       | John «Jellybean» Benitez     | 6:08     |  |
| 6.      | «Everybody»                                     | Ciccone                                                                                           | Mark Kamins                  | 4:10     |  |
| 7.      | «Like a Virgin»                                 | Thomas Kelly, William Steinberg                                                                   | Nile Rodgers                 | 3:09     |  |
| 8.      | «Into the Groove»                               | Ciccone, Stephen Bray                                                                             | Madonna, Bray                | 4:45     |  |
| 9.      | «Like a Prayer»                                 | Ciccone, Patrick Leonard                                                                          | Madonna, Leonard             | 5:42     |  |
| 10.     | «Ray of Light»                                  | Ciccone, David Atkins, Christine Leach, Clive Skinner, William Orbit                              | Madonna, Orbit               | 4:33     |  |
| 11.     | «Sorry»                                         | Ciccone, Price                                                                                    | Madonna, Price               | 3:58     |  |
| 12.     | «Express Yourself»                              | Ciccone, Bray                                                                                     | Madonna, Bray                | 4:00     |  |
| 13.     | «Open Your Heart»                               | Ciccone, Gardner Cole, Peter Rafelson                                                             | Madonna, Leonard             | 3:49     |  |
| 14.     | «Borderline»                                    | Reggie Lucas                                                                                      | Lucas                        | 3:59     |  |
| 15.     | «Secret»                                        | Ciccone, Dallas Austin                                                                            | Madonna, Austin              | 4:28     |  |
| 16.     | «Erotica»                                       | Ciccone, Pettibone, Anthony Shimkin                                                               | Madonna, Pettibone           | 4:30     |  |
| 17.     | «Justify My Love»                               | Ciccone, Ingrid Chavez, Lenny Kravitz                                                             | Kravitz                      | 4:54     |  |
| 18.     | «Revolver» (con Lil Wayne)                      | Ciccone, Dwayne Carter, Justin Franks, Carlos Centel Battey, Steven Andre Battey, Brandon Kitchen | Madonna, Frank E             | 3:40     |  |

| Disco 2 |                      |                                                    |                                       |          |  |
| N.º     | Título               | Escritor(es)                                       | Productor(es)                         | Duración |  |
| 1.      | «Dress You Up»       | Andrea La Russo, Margaret Stanziale                | Rodgers                               | 4:02     |  |
| 2.      | «Material Girl»      | Peter Brown, Robert Rans                           | Rodgers                               | 4:00     |  |
| 3.      | «La isla bonita»     | Ciccone, Leonard, Bruce Gaitsch                    | Madonna, Leonard                      | 4:03     |  |
| 4.      | «Papa Don't Preach»  | Brian Elliot, Ciccone (letras adicionales)         | Madonna, Bray                         | 4:29     |  |
| 5.      | «Lucky Star»         | Ciccone                                            | Lucas                                 | 3:38     |  |
| 6.      | «Burning Up»         | Ciccone                                            | Lucas                                 | 3:44     |  |
| 7.      | «Crazy for You»      | John Bettis, Jon Lind                              | Benitez                               | 3:44     |  |
| 8.      | «Who's That Girl»    | Ciccone, Leonard                                   | Madonna, Leonard                      | 4:00     |  |
| 9.      | «Frozen»             | Ciccone, Leonard                                   | Madonna, Orbit, Leonard               | 6:18     |  |
| 10.     | «Miles Away»         | Ciccone, Timberlake, Mosley, Hills                 | Timbaland, Timberlake, Danja          | 3:45     |  |
| 11.     | «Take a Bow»         | Ciccone, Kenneth B. Edmonds                        | Babyface, Madonna                     | 5:20     |  |
| 12.     | «Live to Tell»       | Ciccone, Leonard                                   | Madonna, Leonard                      | 5:51     |  |
| 13.     | «Beautiful Stranger» | Ciccone, Leonard                                   | Madonna, Orbit                        | 4:22     |  |
| 14.     | «Hollywood»          | Ciccone, Ahmadzaï                                  | Madonna, Ahmadzaï                     | 4:23     |  |
| 15.     | «Die Another Day»    | Ciccone, Ahmadzaï                                  | Madonna, Ahmadzaï                     | 4:36     |  |
| 16.     | «Don't Tell Me»      | Ciccone, Ahmadzaï, Joe Henry                       | Madonna, Ahmadzaï                     | 4:11     |  |
| 17.     | «Cherish»            | Ciccone, Leonard                                   | Madonna, Leonard                      | 3:51     |  |
| 18.     | «Celebration»        | Ciccone, Paul Oakenfold, Ian Green, Ciaran Gribbin | Madonna, Oakenfold, Green (adicional) | 3:34     |  |

| Edición estándar |                                                 |          |  |
| N.º              | Título                                          | Duración |  |
| 1.               | «Hung Up»                                       | 5:36     |  |
| 2.               | «Music»                                         | 3:45     |  |
| 3.               | «Vogue»                                         | 5:16     |  |
| 4.               | «4 Minutes» (con Justin Timberlake y Timbaland) | 3:09     |  |
| 5.               | «Holiday»                                       | 6:08     |  |
| 6.               | «Like a Virgin»                                 | 3:08     |  |
| 7.               | «Into the Groove»                               | 4:45     |  |
| 8.               | «Like a Prayer»                                 | 5:42     |  |
| 9.               | «Ray of Light»                                  | 4:33     |  |
| 10.              | «La isla bonita»                                | 4:02     |  |
| 11.              | «Frozen»                                        | 5:10     |  |
| 12.              | «Material Girl»                                 | 4:00     |  |
| 13.              | «Papa Don't Preach»                             | 4:29     |  |
| 14.              | «Lucky Star»                                    | 3:38     |  |
| 15.              | «Express Yourself»                              | 3:59     |  |
| 16.              | «Open Your Heart»                               | 3:49     |  |
| 17.              | «Dress You Up»                                  | 4:02     |  |
| 18.              | «Celebration»                                   | 3:35     |  |

| Pista adicional - Edición digital de lujo |                                          |          |  |
| N.º                                       | Título                                   | Duración |  |
| 37.                                       | «Celebration» (Benny Benassi Remix Edit) | 3:58     |  |

| Pista adicional - Edición de lujo Amazon MP3 |                                   |          |  |
| N.º                                          | Título                            | Duración |  |
| 38.                                          | «Celebration» (Felguk Love Remix) | 6:38     |  |

| Pista adicional - Edición de lujo iTunes Store |                |                                  |                    |          |  |
| N.º                                            | Título         | Escritor(es)                     | Productor(es)      | Duración |  |
| 38.                                            | «It's So Cool» | Ciccone, Ahmadzaï, Monte Pittman | Madonna, Oakenfold | 3:26     |  |

| Vídeos musicales adicionales - Edición de lujo iTunes Store |                                 |          |  |
| N.º                                                         | Título                          | Duración |  |
| 39.                                                         | «Lucky Star»                    | 4:02     |  |
| 40.                                                         | «Borderline»                    | 3:57     |  |
| 41.                                                         | «Like a Virgin»                 | 3:49     |  |
| 42.                                                         | «Material Girl»                 | 4:43     |  |
| 43.                                                         | «Crazy for You»                 | 3:58     |  |
| 44.                                                         | «Papa Don't Preach»             | 5:07     |  |
| 45.                                                         | «Open Your Heart»               | 4:27     |  |
| 46.                                                         | «La isla bonita»                | 4:00     |  |
| 47.                                                         | «Like a Prayer»                 | 5:37     |  |
| 48.                                                         | «Express Yourself»              | 5:01     |  |
| 49.                                                         | «Cherish»                       | 4:38     |  |
| 50.                                                         | «Vogue»                         | 4:52     |  |
| 51.                                                         | «Justify My Love»               | 4:58     |  |
| 52.                                                         | «Erotica»                       | 5:13     |  |
| 53.                                                         | «Rain»                          | 4:35     |  |
| 54.                                                         | «Take a Bow»                    | 4:35     |  |
| 55.                                                         | «You'll See»                    | 4:20     |  |
| 56.                                                         | «Frozen»                        | 5:22     |  |
| 57.                                                         | «Ray of Light»                  | 5:07     |  |
| 58.                                                         | «The Power of Good-Bye»         | 4:11     |  |
| 59.                                                         | «Music»                         | 4:46     |  |
| 60.                                                         | «Don't Tell Me»                 | 4:38     |  |
| 61.                                                         | «What It Feels Like for a Girl» | 4:30     |  |
| 62.                                                         | «Hung Up»                       | 5:27     |  |
| 63.                                                         | «Sorry»                         | 4:47     |  |
| 64.                                                         | «Get Together»                  | 3:57     |  |
| 65.                                                         | «Jump»                          | 3:24     |  |
| 66.                                                         | «4 Minutes»                     | 4:05     |  |
| 67.                                                         | «Give it 2 Me»                  | 4:13     |  |
| 68.                                                         | «Celebration»                   | 3:41     |  |

### Formatos
- CD edición estándar: edición de 18 canciones, esta versión contiene la versión editada de «Frozen» (5:10) y no la versión completa del álbum que está en la edición de lujo.[38][182]
- CD: edición de 36 canciones en dos discos; esta versión no incluye a «Frozen».[186]
- CD edición de lujo: edición de 36 canciones en dos discos.[21][28][37]
- LP: edición de 18 canciones en un disco LP.[36]
- Descarga digital: edición de 18 canciones, esta versión contiene la versión editada de «Frozen» (5:10) y no la versión completa que está incluida en la edición de lujo.[38]
- CD Edición de lujo: edición de 37 canciones con una remezcla adicional de «Celebration».[30][183]
- Edición de lujo de iTunes: edición de 38 canciones; incluye una remezcla adicional de «Celebration» y la pista adicional «It's So Cool».[185]
- Edición de lujo DVD de iTunes: edición de 68 canciones; incluye 38 pistas de audio (incluyendo material adicional: «It's So Cool» y una remezcla de «Celebration») y 30 vídeos musicales.[33]
- Edición de lujo de Amazon.com: edición de 38 canciones con dos remezclas adicionales de «Celebration».[184]
- DVD: 47 vídeos musicales en dos DVD.[21]

## Posicionamiento en listas
| País (Lista 2009)                  | Mejor posición |
| ---------------------------------- | -------------- |
| Alemania                           | 1              |
| Argentina                          | 3              |
| Australia                          | 6              |
| Austria                            | 4              |
| Bélgica Flandes                    | 1              |
| Bélgica Valonia                    | 2              |
| Canadá                             | 1              |
| Dinamarca                          | 1              |
| España                             | 2              |
| Estados Unidos (Billboard 200)     | 7              |
| Estados Unidos (Catalog Albums)    | 2              |
| Estados Unidos (Digital Albums)    | 3              |
| Estados Unidos (Tastemaker Albums) | 12             |
| Finlandia                          | 2              |
| Francia                            | 1              |
| Hungría                            | 2              |
| Irlanda                            | 1              |
| Italia                             | 1              |
| Japón                              | 3              |
| México                             | 1              |
| Nueva Zelanda                      | 2              |
| Noruega                            | 3              |
| Países Bajos                       | 2              |
| Polonia                            | 3              |
| Portugal                           | 2              |
| Reino Unido                        | 1              |
| República Checa                    | 1              |
| Rusia                              | 1              |
| Suecia                             | 2              |
| Suiza                              | 3              |
| Unión Europea                      | 1              |

| País (Lista 2009) | Posición |
| ----------------- | -------- |
| México            | 30       |
| Reino Unido       | 40       |
| Suiza             | 61       |

| País (Lista 2010) | Posición |
| ----------------- | -------- |
| Unión Europea     | 99       |

| País (Lista 2012) | Posición |
| ----------------- | -------- |
| Italia            | 92       |

## Certificaciones
| País (organismo certificador) | Certificaciones |
| ----------------------------- | --------------- |
| Alemania (BVMI)               | Platino         |
| Argentina (CAPIF)             | Oro             |
| Australia (ARIA)              | Oro             |
| Bélgica (IFPI — Bélgica)      | Platino         |
| Brasil (ABPD)                 | 2× Platino      |
| Dinamarca (IFPI — Dinamarca)  | Platino         |
| España (PROMUSICAE)           | Oro             |
| Estados Unidos (RIAA)         | Oro             |
| Finlandia (IFPI — Finlandia)  | Platino         |
| Francia (SNEP)                | Platino         |
| Irlanda (IRMA)                | Platino         |
| Italia (FIMI)                 | 2× Platino      |
| Japón (RIAJ)                  | Oro             |
| México (AMPROFON)             | Platino         |
| Nueva Zelanda (RIANZ)         | Oro             |
| (IFPI — Oriente Medio)        | Platino         |
| Polonia (ZPAV)                | Platino         |
| Portugal (AFP)                | Oro             |
| Reino Unido (BPI)             | Platino         |
| Rusia (NFPP)                  | Platino         |
| Suecia (IFPI — Suecia)        | Platino         |
| Suiza (IFPI — Suiza)          | Platino         |
| Unión Europea (IFPI)          | Platino         |

## Créditos y personal
- Artista principal: Madonna.
- Composición: Mirwais Ahmadzaï, Benny Andersson, Dallas Austin, Babyface, John Bettis, Stephen Bray, Peter Brown, Dwayne Carter, Ingrid Chavez, Madonna, Gardner Cole, Michel Colombier, Dave Curtis, Curtiss Maldoon, Brian Elliot, Bruce Gaitsch, Ian Green, Ciaran Gribbin, Joe Henry, Nate Hills, Curtis Hudson, Tom Kelly, Lenny Kravitz, Andrea LaRusso, Christine Leach, Patrick Leonard, Jon Lind, Reggie Lucas, Tim Mosley, Paul Oakenfold, William Orbit, Shep Pettibone, Stuart Price, Peter Rafelson, Robert Rans, Peggy Stanziale, Billy Steinberg, Lisa Stevens, Mike Stoller, Justin Timberlake y Björn Ulvaeus.
- Producción: Dallas Austin, Babyface, Stephen Bray, Danja, John «Jellybean» Benitez, Lenny Kravitz, Patrick Leonard, Madonna, Paul Oakenfold, William Orbit, Shep Pettibone, Stuart Price, Nile Rodgers, Timbaland y Justin Timberlake.
- Producción ejecutiva: Madonna.
- Artistas invitados: Timbaland y Justin Timberlake («4 Minutes»); Lil Wayne («Revolver»).
- Ingeniería: Paul Bailey y Demacio «Demo» Castellon.
- Mezcla: Demacio «Demo» Castellon.
- Masterización: Pat Kraus (WEA Studios, Los Ángeles, California).
- Fotografía: Mario Testino, Herb Ritts, Steven Klein, Patrick Demarchelier, Jean-Saptiste Mondino, Gary Heery, Steven Meisel, Alberto Tolot, Wayne Masser, Dan Smith, Tom Munro, Stéphane Sednaoui, Mert & Marcus, George Holz, Peter Cunnigham, Solve Sundsbro y Dan Len.
- Portada (diseño de producción): Mr. Brainwash (incluye 16 páginas del folleto).
- Coordinación: Clemence Janin.
- Administración: Guy Oseary.
- Asistente de administración: Sara Zambreno.
- Administración de negocios: Richard Feldstein y Shari Goldschmidt.
- Mercadotecnia: Dion Singer y Mitra Darab.
- Asistente de mercadotecnia: Joe Mancino.
- Publicista: Liz Rosenberg.
- Compañía discográfica: Warner Bros. Records Inc.

Fuentes: Allmusic, Discogs y notas de Celebration.